# Elfriede Lohse-Wächtlerová

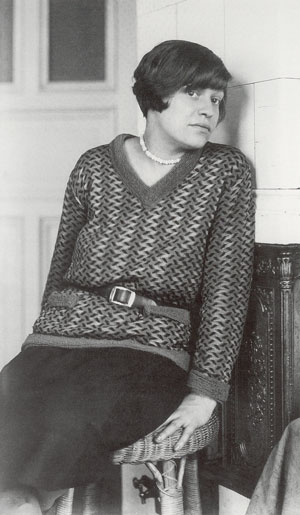
Portrét před kachlovými kamny (kolem roku 1928)

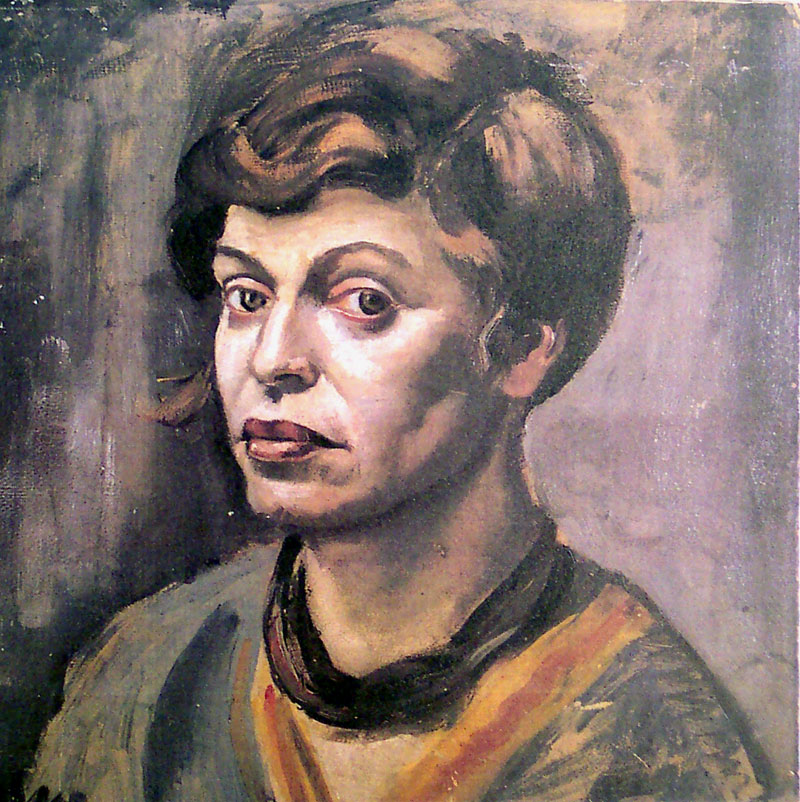
Elfriede Lohse-Wächtlerová: Autoportrét (kolem 1930); Olej na kartonu 43,0 × 45,0 cm

Elfriede Lohse-Wächtlerová (rodné jméno Anna Frieda Wächtler; 4. prosince 1899 Löbtau - 31. července 1940 Pirna) byla německá avantgardní malířka. Po matce byla českého původu. Tvořila zejména portréty a autoportréty, ale zpracovávala i jiné náměty. Stylově patří k expresionismu a Nové věcnosti. Na přelomu dvacátých a třicátých let onemocněla schizofrenií, což vedlo k jejímu umístění do ústavu. Jako duševně nemocná byla nacisty nejprve nuceně sterilizována a později v rámci akce T4 (likvidace invalidů) zavražděna v ústavu Pirna-Sonnenstein.

## Život
Elfriede Lohse-Wächtlerová vyrůstala ve měšťanské rodině jako dcera obchodníka Gustava Adolfa Wächtlera, který se narodil v Drážďanech, a jeho manželky Marie Zdenky (Sidonie) Ostadalové, pocházející z Čech. Rodiče se zasnoubili v květnu 1898 a pro náboženské překážky se vzali až 17. července 1899, kdy už byla katolička Marie Zdenka těhotná s Elfriedou.
Anna Frieda Wächtlerová, která si později dala jméno Elfriede, byla pokřtěna jako protestantka a měla bratra Huberta Wächtlera (1911–1988) o dvanáct let mladšího než ona. V 16 letech odešla z domova rodičů a v letech 1915 až 1918 navštěvovala Královskou uměleckoprůmyslovou školu v Drážďanech (zpočátku obor móda, od roku 1916 užitá grafika). V letech 1916 až 1919 absolvovala také kurzy malby a kresby na Drážďanské umělecké akademii. V roce 1919 vstoupila do umělecké skupiny Drážďanská secese 1919 a byla přijata do okruhu přátel kolem Otty Dixe, Otty Griebela a Conrada Felixmüllera. Pronajala si prostor ve Felixmüllerově ateliéru poblíž centra Drážďan a živila se batikou, pohlednicemi a ilustracemi.

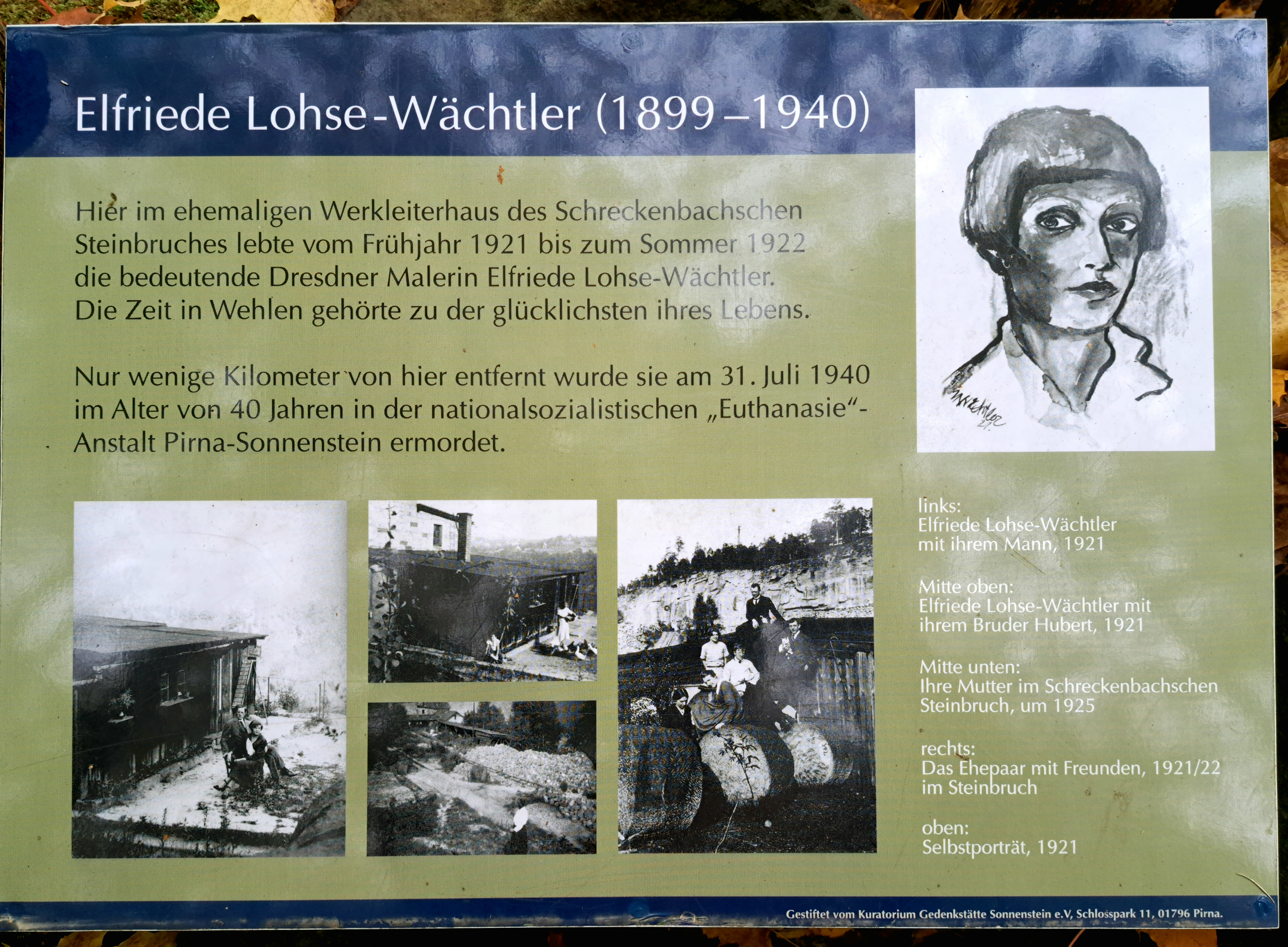
Pamětní deska na stezce v lomu Wehlen-Zeichen

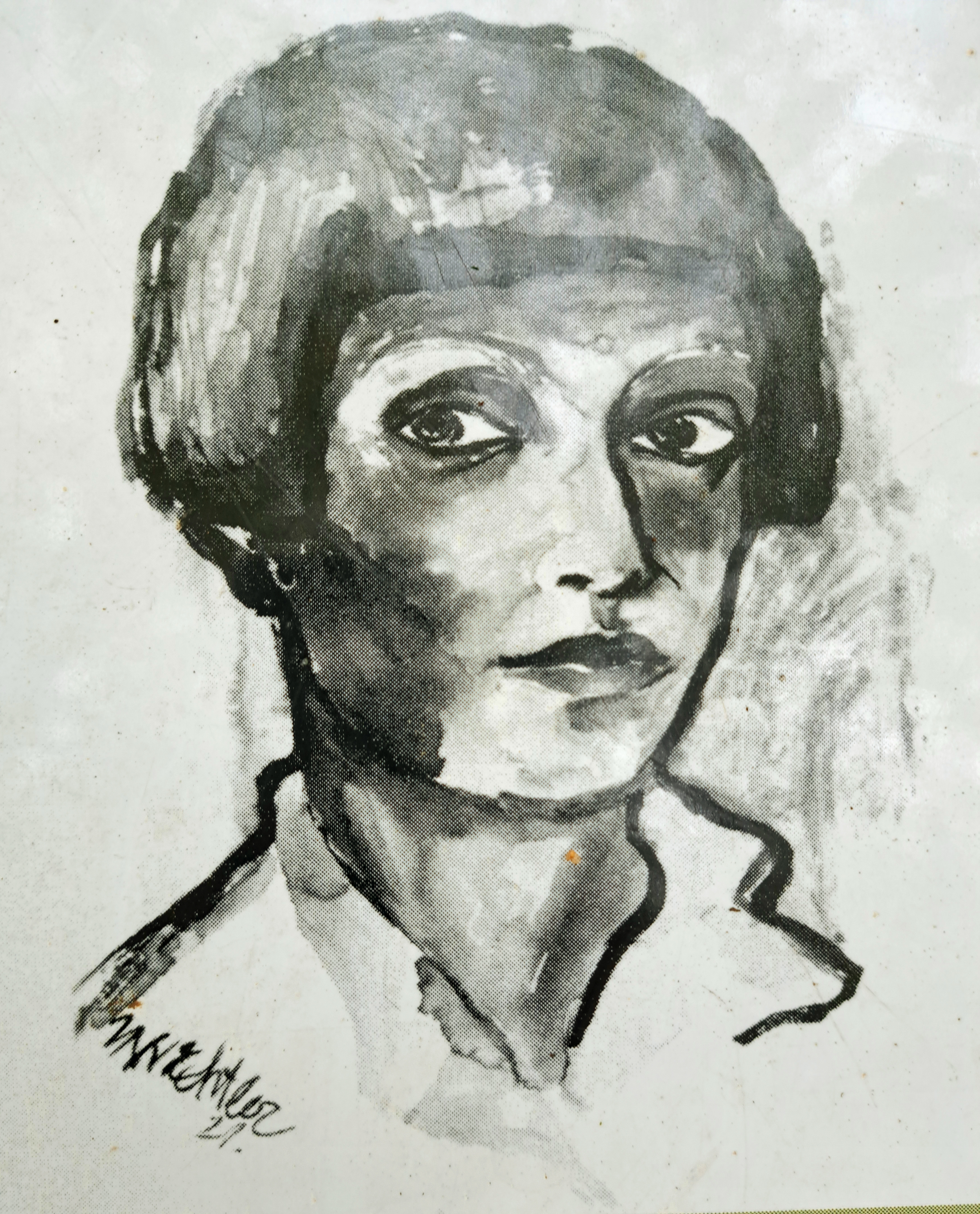
Autoportrét kolem roku 1921

Od dubna 1921 do září 1922 Wächtlerová žila se svým budoucím manželem v domě vedoucího závodu v lomu Schockenbach ve Wehlenu a prožila zde nejšťastnější období svého života. Mezi návštěvníky patřili umělci Robert Sterl, Pol Cassel, Otto Dix, Otto Griebel a další. Od roku 1992 ji zde připomínají informační tabule na stezce, kterou inicioval Andreas Bartsch.
V červnu 1921 se Wächtlerová provdala za malíře a operního pěvce Kurta Lohse, kterého následovala v roce 1922 do Zhořelce a v roce 1925 do Hamburku. Manželství bylo obtížné a pár se v následujících letech několikrát rozešel. V roce 1926 se Elfriede Lohse-Wächtlerová připojila ke sdružení Hamburských umělkyň a přátelek umění. V roce 1928 se zúčastnila několika výstav Nové věcnosti a vstoupila do Spolku hamburských umělců.

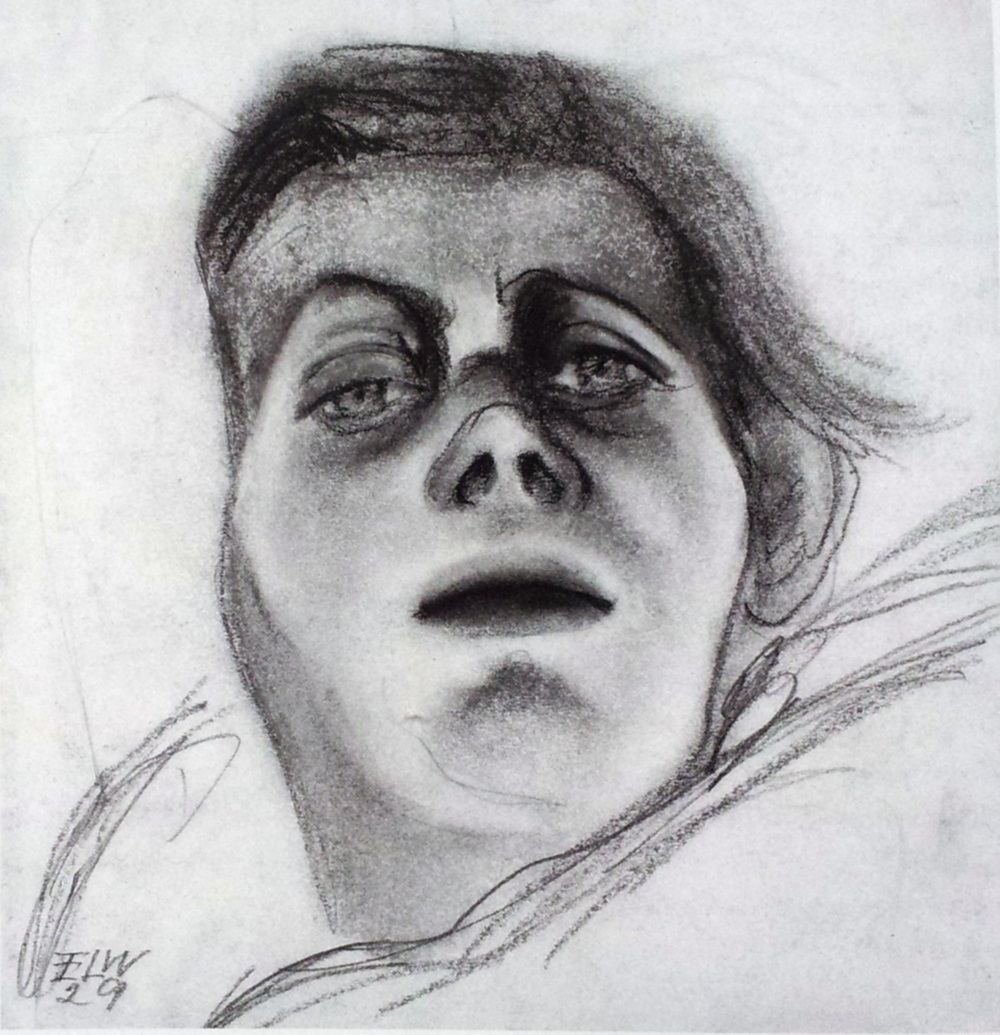
Elfriede Lohse-Wächtlerová: Bolestný odpočinek (1929)

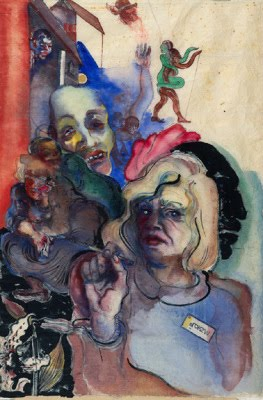
Elfriede Lohse-Wächtlerová: Autoportrét ve fantastické společnosti (kolem 1930)

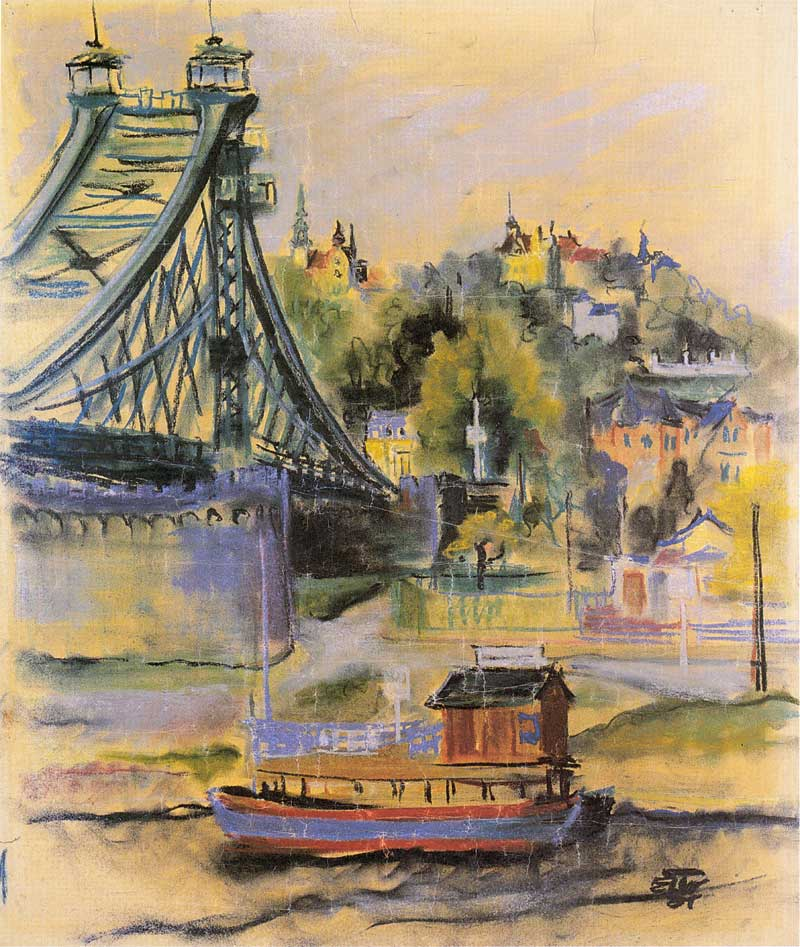
Elfriede Lohse-Wächtlerová: Most v Loschwitzi (1931)

V roce 1929 se Wächtlerová v důsledku materiálních a vztahových potíží nervově zhroutila a byla přijata do Státní nemocnice ve Friedrichsbergu. Dnes ji tam připomíná růžová zahrada. Během zhruba dvouměsíčního pobytu vznikly Friedrichsbergské hlavy, soubor prací složený z asi 60 kreseb a pastelů, především portrétů spolupacientek.
Po uzdravení a definitivním odloučení od Kurta Lohseho malířka nastoupila intenzivní tvůrčí fázi, vytvořila četné obrazy hamburského přístavu, prostředí tamních dělníků a prostitutek i své autoportréty, které bývají označovány jako nelichotivé. Přes účast na několika výstavách, prodeje a malá stipendia žila v naprosté chudobě.
V polovině roku 1931 se kvůli materiálním problémům a rostoucí osamělosti vrátila do domu svých rodičů v Drážďanech. Po zhoršení jejího duševního stavu ji otec v roce 1932 nechal umístit do Státního sanatoria a pečovatelského domu v Arnsdorfu. Byla jí diagnostikována schizofrenie. Od roku 1932 do roku 1935 byla ještě kreativní, tvořila portréty a věnovala se umění a řemeslům. Po rozvodu s Kurtem Lohsem v květnu 1935 byl prohlášena za nesvéprávnou kvůli „nevyléčitelné duševní nemoci“.
Poté, co odmítla dát souhlas ke sterilizaci, byly jí odepřeny vycházky z ústavu. V prosinci 1935 byla v rámci nacionálně socialistické eugeniky podrobena nucené sterilizaci, jež proběhla na ženské klinice v městské nemocnici Drážďany-Friedrichstadt. Tento zásah zničil i její uměleckou kreativitu.
V roce 1940 byla nuceně převezena do ústavu Pirna-Sonnenstein a tam vzápětí zavražděna v rámci nacistické kampaně T4 (likvidace invalidů). Oficiální příčina její smrti, „pneumonie se srdečním selháním“, byla vymyšlena ve speciální matriční kanceláři zřízené pro maskování těchto úmrtí.

## Dílo

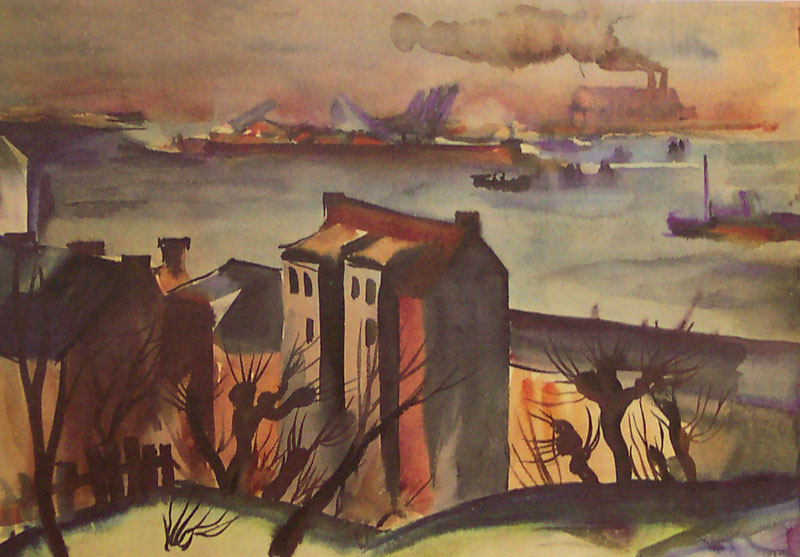
Elfriede Lohse-Wächtlerová: Pohled na přístav (kolem 1929); akvarel 51,0 × 72,8 cm

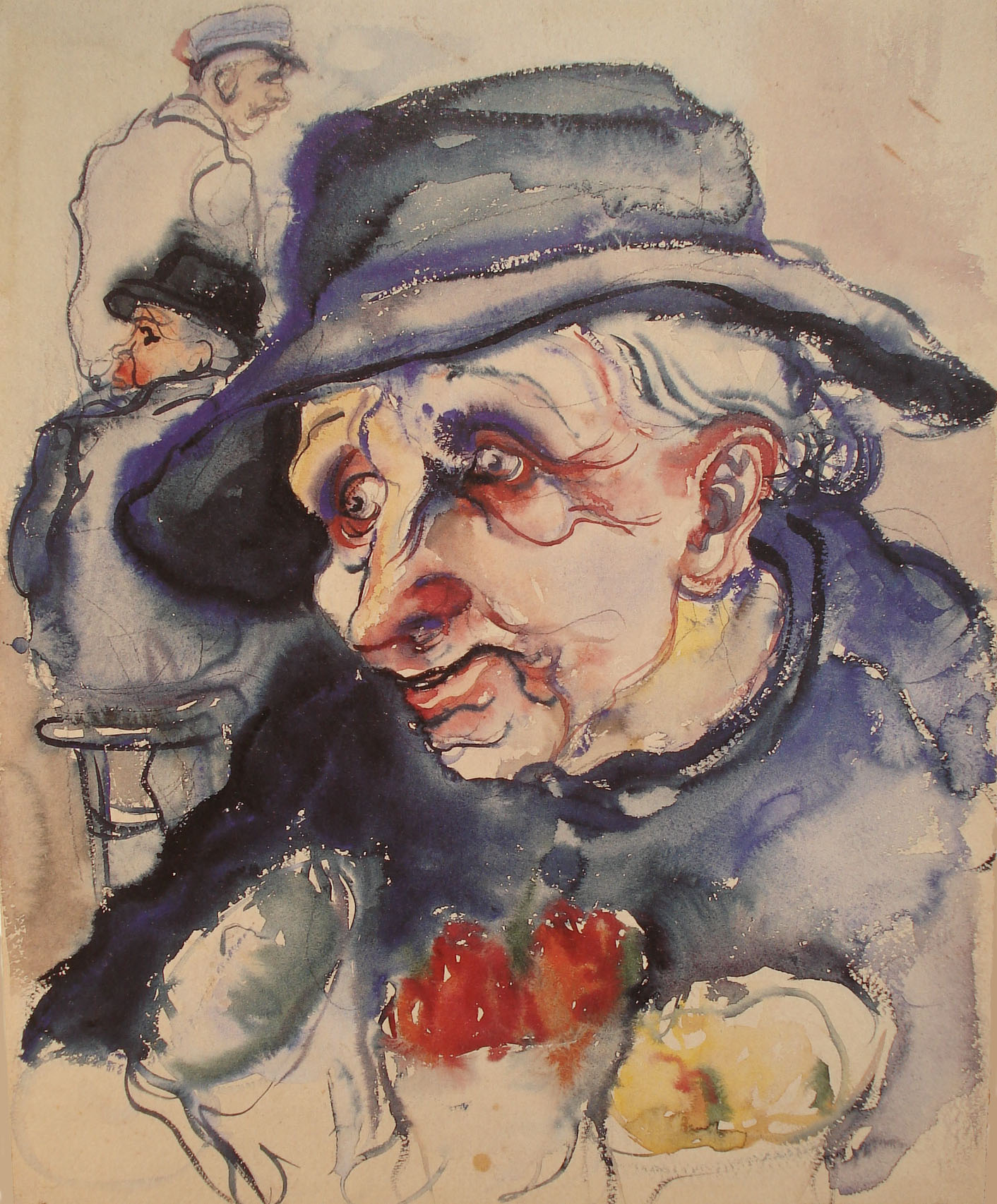
Elfriede Lohse-Wächtlerová: Stará květinářka (1930); akvarel a tužka 57,5 × 46,0 cm

Nejtvořivější období prožila Elfriede Lohse-Wächtlerová v Hamburku. Většina jejích hlavních děl vznikla v letech 1927 až 1931. Velké pozornosti se také dostalo a stále dostává studiím hlav a těl duševně nemocných pacientů, které tvořila během svých pobytů v ústavech ve Friedrichsbergu (1929) a Arnsdorfu (1932 až 1935).
Během nacistické kampaně proti tzv. zvrhlému umění v roce 1937 bylo z Městského muzea Altona a Muzea umění a řemesel v Hamburku zkonfiskováno devět děl Elfriede Lohse-Wächtlerové. Šest z nich bylo zničeno. Zničeno bylo také velké množství jejích arnsdorfských studií.
V roce 1989 byly malířčiny práce veřejně oceněny na výstavě v Reinbeku u Hamburku. V roce 1994 byl založen spolek Förderkreis Elfriede Lohse-Wächtler e.V. Širší recepce umělecké tvorby a osudů dávno zapomenuté malířky začala vydáním monografie Im Malstrom des Lebens versunken … – Elfriede Lohse-Wächtler. 1899–1940. Leben und Werk (Potopena ve víru života... - Elfriede Lohse-Wächtlerová. 1899–1940. Život a dílo) od Georga Reinhardta v roce 1996 a výstavami mimo jiné v Drážďanech, Hamburku-Altoně a Aschaffenburgu.
V roce 1997 Heide Blumová po dvou letech výzkumu vytvořila dokumentární film … es wird schon alles wieder gut … Porträt der Malerin Elfriede Lohse-Wächtler (1899–1940) (... všechno bude zase v pořádku ... Portrét malířky Elfriedy Lohse-Wächtlerové). Jeho dramaturgyně Valerie Ry Andersenová na toto téma dále zorganizovala cyklus filmových přednášek a napsala divadelní hru. To dále rozšířilo povědomí o Elfriedě Lohse-Wächtlerové u širší odborné i laické veřejnosti.
V roce 1999 byla v Saské nemocnici v Arnsdorfu vztyčena na památku Elfriedy Lohse-Wächtlerové stéla a po ní pojmenován pavilón. V roce 2005 byla po malířce pojmenována ulice v Pirně-Sonnensteinu a od roku 2008 nese její jméno také ulice v Arnsdorfu.

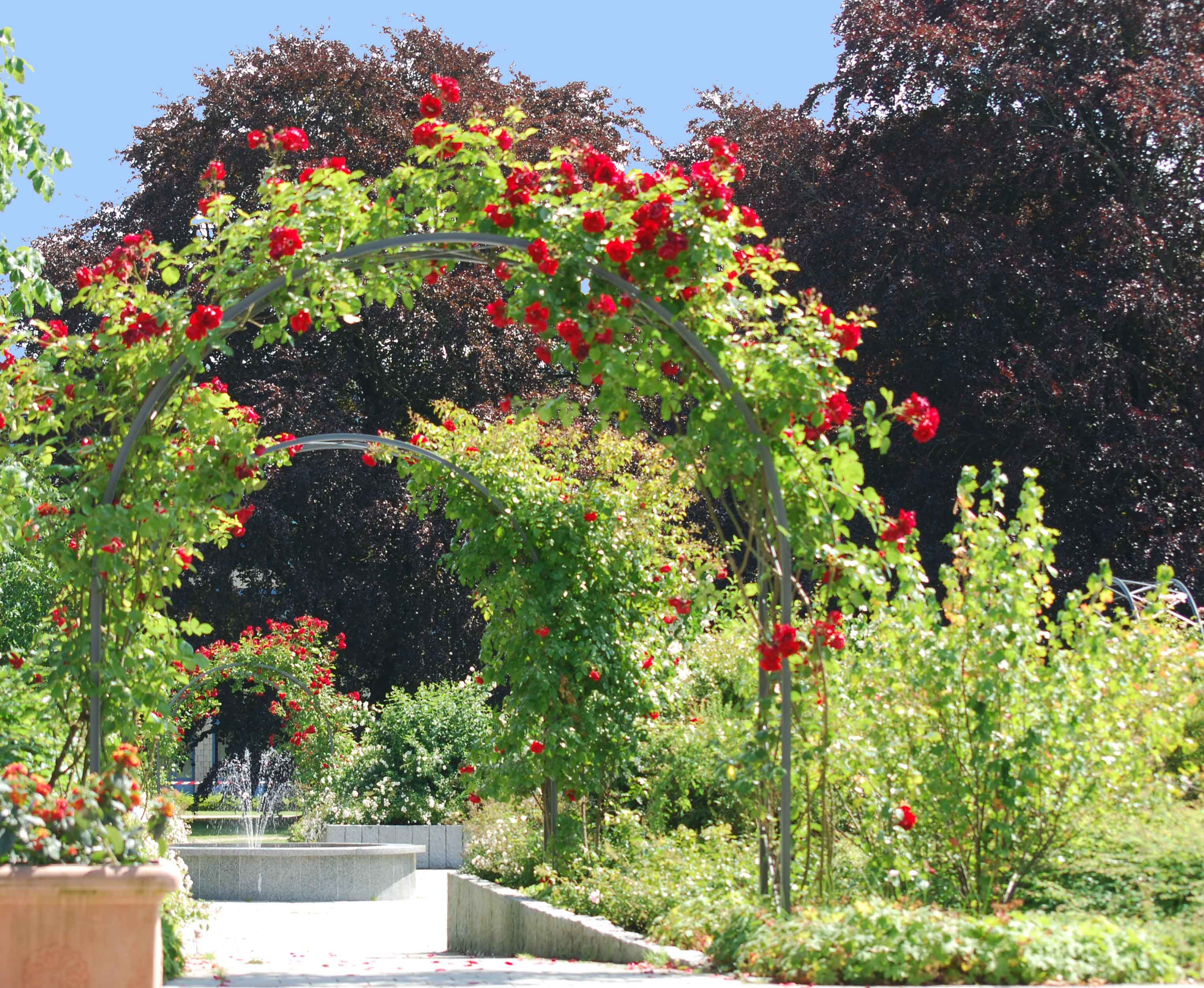
Růžová zahrada věnovaná Elfriedě Lohse-Wächtlerové v Hamburku

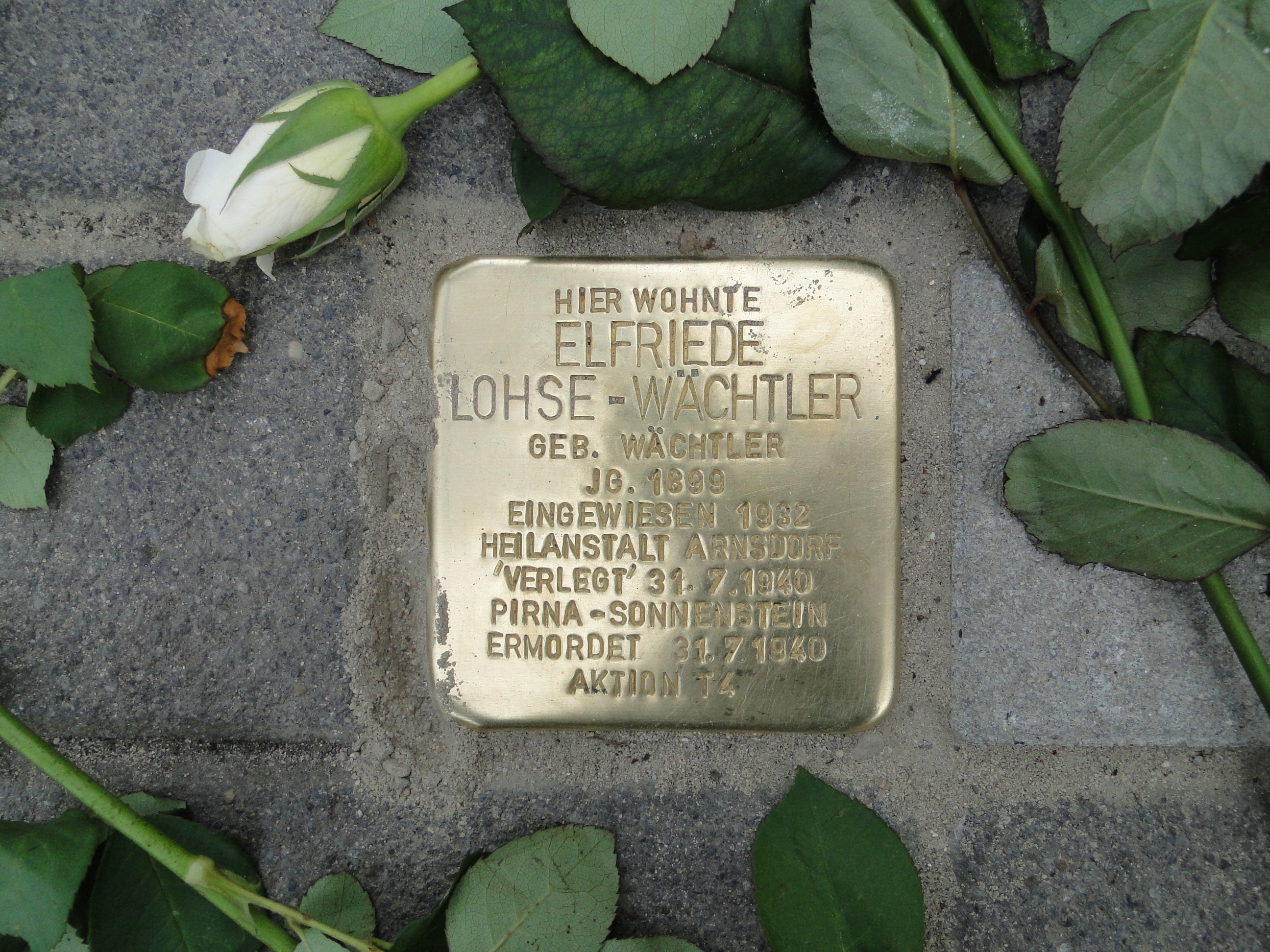
Stolperstein Elfriedy Lohse-Wächtlerové

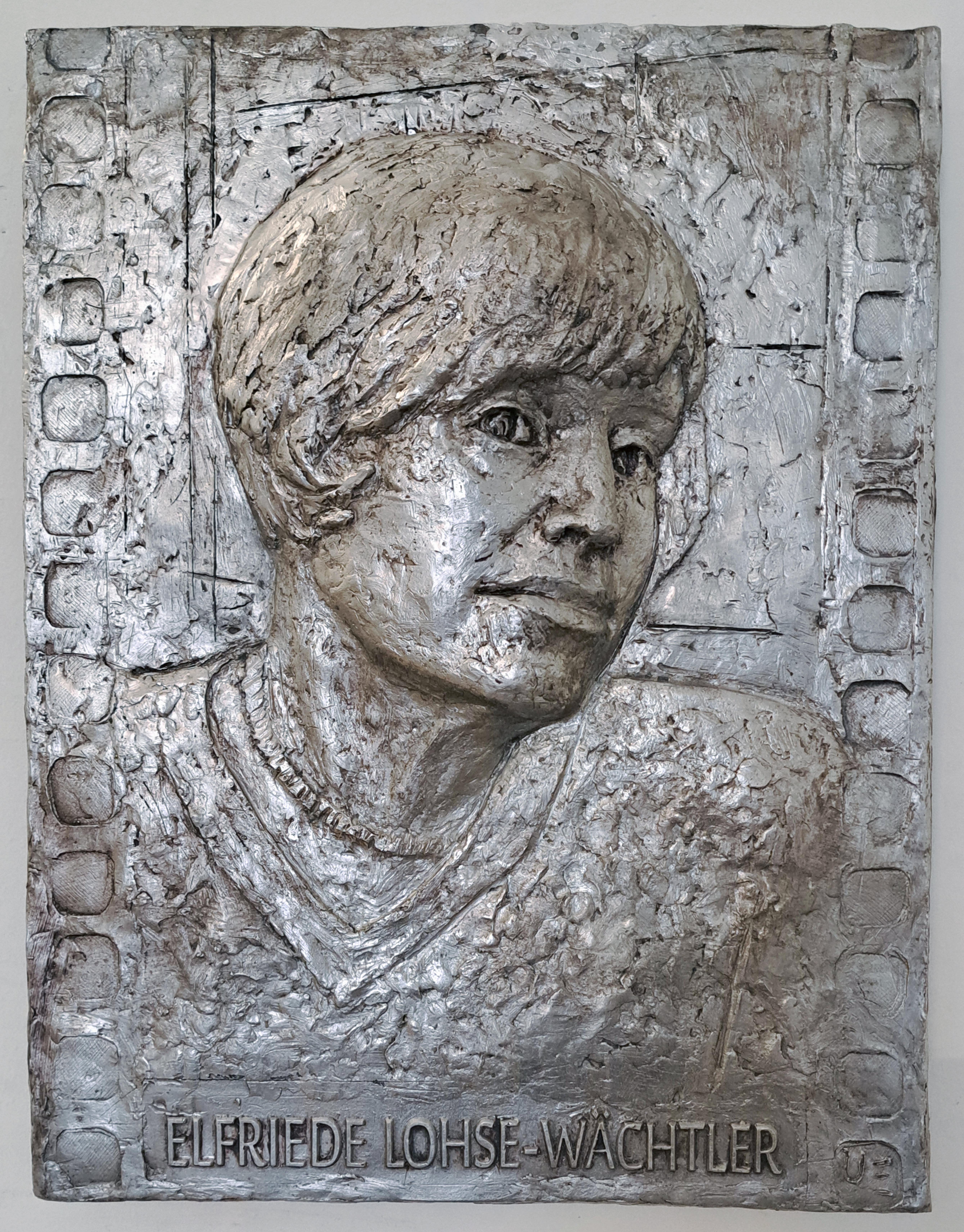
Reliéf od drážďanského sochaře Ulricha Eißnera

V roce 2004 byla na místě bývalého ústavu ve Friedrichsbergu (dnes je zde klinika Schön Klinik Hamburg Eilbek) vybudována růžová zahrada Elfriedy Lohse-Wächtlerové s její pamětní deskou. V nové čtvrti Parkquartier Friedrichsberg, která zde vznikla, byla po ní pojmenována další ulice. V Zahradě žen na hřbitově Ohlsdorf v Hamburku ji připomíná pamětní kámen. Je po ní pojmenována i ulice v Drážďanech.
Od roku 2012 je před domem Voglerstrasse 15 v Drážďanech také její stolperstein.
Státní rada žen Saska uctila malířku u příležitosti jejích 120. narozenin pamětním místem ve foyeru budovy Güntzstraße 34 v Drážďanech, kde umělkyně studovala. Drážďanský sochař a univerzitní profesor Ulrich Eißner navrhl podle historických fotografií hliníkový portrétní reliéf umělkyně. Od roku 1991 se v Německu uskutečnily desítky výstav zcela nebo zčásti věnovaných malířčině dílu.